# ملعب تشامارتن
ملعب تشامارتن كان ملعب متعدد الاستخدامات يقع في مدريد، إسبانيا. كان يستعمل من نادي ريال مدريد قبل الانتقال للملعب الحالي ملعب سانتياغو بيرنابيو في عام 1947. الملعب كان يستقبل ما يقارب 22,500، متفرج وقد تم افتتاحه في 17 مايو 1923.